# مغزهای کوچک زنگ‌زده
مغزهای کوچک زنگ‌زده فیلمی به کارگردانی و نویسندگی هومن سیدی و تهیه‌کنندگی سعید سعدی محصول سال ۱۳۹۶ است. این فیلم به سبک درام در فضایی اجتماعی، تلخ، جنایی و فیلم اکشن می‌باشد. نوید محمدزاده و فرهاد اصلانی در نقش دو برادر، شخصیت‌های اصلی این فیلم را برعهده دارند.
دبورا یانگ منتقد آمریکایی نشریه هالیوود ریپورتر نیز پیش از این فیلم مغزهای کوچک زنگ‌زده ساخته هومن سیدی استعداد نوظهور سینمای ایران را مهیج‌ترین فیلم-ژانر در بازار جشنواره فجر معرفی کرده بود که به خوبی می‌تواند در عرصه بین‌المللی نیز مخاطبان را جذب کند.

## داستان
در منطقه‌ای نزدیک البرز و زندان قزل حصار، یک آبادی وجود دارد که مختص فقیران و آشغال جمع کن‌ها، اراذل و اوباش، فروشندگان مواد و افراد به شدت گیر افتاده در تمکن مالی است. شکور، شاهین، شهره و شهروز به همراه پدر و مادرشان، در این آبادی زندگی می‌کنند. خشونت‌های جامعه و مسائل جمعی مواد مخدر به طوری این خانواده را تحت‌الشعاع قرار داده است که این خانواده از هم می‌پاشد. این داستان‌ها جنایت‌ها و جرم‌هایی را در دنیای این افراد به وجود می‌آورد…

## بازیگران
| بازیگر           | نقش   |
| ---------------- | ----- |
| نوید محمدزاده    | شاهین |
| فرهاد اصلانی     | شکور  |
| نازنین بیاتی     | مونا  |
| فرید سجادی حسینی | صمد   |
| نوید پورفرج      | امیر  |
| مرجان اتفاقیان   | شهره  |
| هامون سیدی       | مسعود |
| لادن ژاوه‌وند     | افسر  |
| مهیار راحت‌طلب    | شهروز |

## جوایز
مغزهای کوچک زنگ زده کاندیدای یازده جایزه از جشنواره فیلم فجر و برنده چهار جایزه از جمله سیمرغ بلورین بهترین فیلمنامه شد. این فیلم سیمرغ بلورین بهترین فیلم از نگاه تماشاگران را هم به دست آورد. این فیلم نگاهی به زندگی گوشه ای از فقیرترین مردم ایران دارد. مردمی که در این فیلم به تصویر کشیده شده‌اند در پی فقر به بزهکاری خصوصاً مقوله تولید و پخش مواد مخدر روی آورده‌اند یا از خردسالی در این جامعه بزهکار بزرگ شده‌اند. همچنین موضوع نگاه‌های تعصبی به مقوله غیرت در این فیلم به چالش کشیده شده است. این فیلم در تاریخ ۸ شهریور ۱۳۹۸ در جشن سینمای ایران به نمایش درآمد و با نامزدی ۱۴ تندیس شایستگی، برنده تندیس شایستگی بهترین بازیگر نقش مکمل مرد برای فرهاد اصلانی شد.
| بخش                             | نامزد          | نتیجه | جایزه        |
| ------------------------------- | -------------- | ----- | ------------ |
| بهترین فیلم از نگاه تماشاگران   | سعید سعدی      | برنده | سیمرغ بلورین |
| بهترین فیلم از نگاه هنر و تجربه | هومن سیدی      | برنده | سیمرغ بلورین |
| بهترین فیلمنامه                 | هومن سیدی      | برنده | سیمرغ بلورین |
| بهترین صداگذاری                 | علیرضا علویان  | برنده | سیمرغ بلورین |
| بهترین فیلم                     | سعید سعدی      | نامزد | سیمرغ بلورین |
| بهترین کارگردانی                | هومن سیدی      | نامزد | سیمرغ بلورین |
| بهترین بازیگر نقش اول مرد       | نوید محمدزاده  | نامزد | سیمرغ بلورین |
| بهترین بازیگر نقش مکمل مرد      | فرهاد اصلانی   | نامزد | سیمرغ بلورین |
| بهترین بازیگر نقش مکمل مرد      | نوید پورفرج    | نامزد | سیمرغ بلورین |
| بهترین فیلم‌برداری               | پیمان شادمان‌فر | نامزد | سیمرغ بلورین |
| بهترین تدوین                    | مهدی سعدی      | نامزد | سیمرغ بلورین |
| بهترین صدابرداری                | مهران ملکوتی   | نامزد | سیمرغ بلورین |
| بهترین طراحی لباس               | مارال جیرانی   | نامزد | سیمرغ بلورین |

### بیست و یکمین جشن سینمای ایران
| بخش                        | نامزد                 | نتیجه | جایزه         |
| -------------------------- | --------------------- | ----- | ------------- |
| بهترین فیلم                | سعید سعدی             | نامزد | تندیس شایستگی |
| بهترین کارگردانی           | هومن سیدی             | نامزد | تندیس شایستگی |
| بهترین بازیگر نقش اول مرد  | نوید محمدزاده         | نامزد | تندیس شایستگی |
| بهترین بازیگر نقش اول زن   | مرجان اتفاقیان        | نامزد | تندیس شایستگی |
| بهترین بازیگر نقش مکمل مرد | فرهاد اصلانی          | برنده | تندیس شایستگی |
| بهترین بازیگر نقش مکمل مرد | نوید پورفرج           | نامزد | تندیس شایستگی |
| بهترین فیلمنامه            | هومن سیدی             | نامزد | تندیس شایستگی |
| بهترین تدوین               | مهدی سعدی و هومن سیدی | نامزد | تندیس شایستگی |
| بهترین فیلم‌برداری          | پیمان شادمان‌فر        | نامزد | تندیس شایستگی |
| بهترین طراحی صحنه          | محسن نصراللهی         | نامزد | تندیس شایستگی |
| بهترین طراحی لباس          | مارال جیرانی          | نامزد | تندیس شایستگی |
| بهترین صدابرداری           | مهران ملکوتی          | نامزد | تندیس شایستگی |
| بهترین صداگذاری            | علیرضا علویان         | نامزد | تندیس شایستگی |
| بهترین جلوه‌های ویژه میدانی | ایمان کرمیان          | نامزد | تندیس شایستگی |